# Renato Steffen
Renato Steffen, född 3 november 1991 i Aarau, är en schweizisk fotbollsspelare som spelar för Lugano. Han representerar även det schweiziska landslaget.

## Karriär
Den 30 augusti 2022 värvades Steffen av Lugano, där han skrev på ett treårskontrakt.